# Kościół Wniebowzięcia Najświętszej Maryi Panny w Sokółce
Kościół Wniebowzięcia Najświętszej Maryi Panny w Sokółce – jeden z trzech rzymskokatolickich kościołów parafialnych w Sokółce, w województwie podlaskim. Należy do dekanatu Sokółka archidiecezji białostockiej.
Projekt kościoła został opracowany przez inżyniera architekta Karola Skupienia i inżyniera architekta Tomasza Jacyniewicza. Plac pod świątynię został wykupiony od Urzędu Miasta i jesienią 2007 roku rozpoczęła się budowa. Pierwszą msza święta w murach wznoszonego kościoła została odprawiona w dniu 6 maja 2008 roku przez arcybiskupa Stanisława w czasie peregrynacji obrazu Jezusa Miłosiernego. Kamień węgielny został wmurowany 12 października 2008 roku.